# بيرو لومباردي
بيرو هي بلدية في مقاطعة ميلانو في منطقة لومبارديا الإيطالية ، وتقع على بعد حوالي 9 كيلومترات (6 ميل) شمال غرب ميلانو . اعتبارًا من 31 ديسمبر 2004 ، كان عدد سكانها 10378 نسمة ومساحتها 5.0 كيلومتر مربع (1.9 ميل مربع).
بلدية  بيرو تحتوي على التقسيمات الفرعية (بشكل رئيسي  القرى والنجوع ) كريشياتو وكرشيارلو.
حدود بيرو مع البلديات التالية: رو ، ميلان .
ترتبط بيرو بميلان و رو  بواسطة خط مترو الأنفاق  (المعروف أيضًا باسم "الخط الأحمر").